# 石崎佳代子
石崎 佳代子（いしざき かよこ、1977年8月31日- ）は、兵庫県出身のフリーアナウンサー。福岡県在住。

## 来歴
- 大学在学中、ABCテレビの『おはよう朝日です』に、『関西トレンドクラブ』『クローズアップ』リポーターとして出演[3]。
- 2000年3月、神戸女学院大学文学部卒業。
- 2000年4月、テレビ愛媛入社[3]。
- 2001年秋にテレビ愛媛を退社後、セント・フォース所属のフリーアナウンサーに転向[3]。
- 2013年9月、福岡放送アナウンサーとなる[3]。
- 2018年9月30日付けで福岡放送を退社し、フリーアナウンサーとなる[2][3]。

## 人物

### 趣味・特技
Instagramでは、手作りのデザートや料理を度々紹介している。

### 資格
- 2003年、番組企画で日本初のベジタブル&フルーツマイスター（青果物のソムリエ）資格を取得。

## 担当番組

### 現在の出演番組
FBS福岡放送
- 「きらめきpalette」MC
- 「Wao！」MC

KBC九州朝日放送
- アサデス。ラジオ （第2期）（2022年8月2日、15日、9月5日から月曜日サブパーソナリティ（百市なるみの産休代理）、6:30 - 12:00、KBCラジオ）

### 過去の出演番組
大学時代
- おはよう朝日です（朝日放送）

テレビ愛媛時代
- EBCスーパーニュース
- EBCニュース
- めざましテレビ
- 番組ホット情報
- 27時間テレビ中継

セントフォース時代
- 速報!Jリーグ（NHK BS1）キャスター
- 2002年ソルトレークシティオリンピック関連特番（NHK BS）司会
- やじうまプラス （テレビ朝日）
- 朝いち!!やじうま（テレビ朝日） お天気キャスター
- 志村けんのFIRST STAGE〜はじめの一歩〜 （JFN系FM局）司会
- スーパーモーニング（テレビ朝日）
- J:COM TV NAVI（J:COM)　MC
- アナ☆パラ（日本テレビ）中継リポーター
- 経済最前線（テレビ東京）
- めざましテレビ公認 わがまま!気まま!旅気分　リポーター
- おはよう茨城（フジテレビ）リポーター
- ハピくるっ!（関西テレビ）ナレーター・リポーター

福岡放送時代
- FBS金曜トレビアン メインMC
- めんたいワイド 特集motto!
- NEWSめんたいPLUS
- 真相報道 バンキシャ!
- NEWS ZERO
- news every.サタデー
- めんたいワイド増刊号　ナレーター
- Life　is　Flower　ナレーター
- わくわく農園　ナレーター
- 九州まるごと大発見！　ナレーター

## 書籍
- 「野菜のソムリエ・ベジフルキッチン」（幻冬舎）
- 連載「佳代子のV&Fマイスタープチ講座」（タキイ種苗）